# Sport Club Internacional (féminines)
Pour les articles homonymes, voir Sport Club Internacional (homonymie).
Maillots
Actualités
Le Sport Club Internacional est un club féminin et brésilien de football fondé en 1984 dans la ville de Porto Alegre dans l'état de Rio Grande do Sul. L'équipe représente la section féminine du club homonyme masculin. Initialement fondé en 1984, puis reformé en 2017 après plusieurs années de cessation d'activité.

## Histoire
Le SC Internacional est un des clubs pionniers dans le football féminin au Brésil, fondé en 1984 il joue jusqu'au début des années 90, puis après un premier arrêt est reformé en 1996, sous l'impulsion d'une ancienne joueuse internationale, Eduarda Luizelli. De 1997 à 1999, l'équipe remporte trois fois de suite le nouveau championnat de l'état de Rio Grande do Sul, le club gagne encore deux fois ce titre en 2002 et 2003. 
En 2007, Internacional participe à la nouvelle Copa do Brasil Feminino, mais en fin de saison la section féminine est arrêtée.
Dix ans plus tard, au printemps 2017 le club annonce le nouveau démarrage de sa section féminine, comme son rival local Grêmio qui fait également renaître sa section féminine. En décembre 2017, SC Internacional remporte le titre de l'état lors de la finale contre Grêmio, et se qualifie pour la deuxième division nationale, la Série A2.
Lors de la saison 2018, Internacional termine première de sa poule mais échoue en demi finale pour la montée en Série A1, toutefois le club profite du retrait de Rio Preto pour participer à la saison 2019 du Championnat du Brésil.

## Palmarès
- Championnat de l’État de Rio Grande do Sul (10)
  - Vainqueur en 1983, 1984, 1997, 1998, 1999, 2002, 2003, 2017, 2019, 2020
- Championnat du Brésil (0) :
  - Finaliste en 2022
- Brasil Ladies Cup (1) :
  - Vainqueur en 2022